# أرقام الهاتف في العراق

## طريقة إجراء الاتصال

### الهاتف الأرضي
| رقم الهاتف | مفتاح المحافظة | مفتاح البلد |
| ---------- | -------------- | ----------- |
| X)XXX-XXX) | XX             | 00964       |

### الهاتف الجوال
| اسم شركة الهاتف الجوال | رقم النقال | مفتاح المشغل | مفتاح البلد |
| ---------------------- | ---------- | ------------ | ----------- |
| Asia Cell              | XXXXXXX    | 77X          | 00964       |
| Korek Telecom          | XXXXXXX    | 75X          | 00964       |
| Zain Aliraq            | XXXXXXX    | 79X , 78X    | 00964       |

## قائمة رموز (مفاتيح) لمحافظات في العراق
| المحافظة                    | مفتاح المحافظة |
| --------------------------- | -------------- |
| محافظة بغداد                | 01             |
| محافظة صلاح الدين (تكريت)   | 21             |
| محافظة واسط (الكوت)         | 23             |
| محافظة الأنبار (الرمادي)    | 24             |
| محافظة ديالى (بعقوبة)       | 25             |
| محافظة بابل (الحلة)         | 30             |
| محافظة كربلاء               | 32             |
| محافظة النجف                | 33             |
| محافظة القادسية (الديوانية) | 36             |
| محافظة المثنى (السماوة)     | 37             |
| محافظة البصرة               | 40             |
| محافظة ذي قار (الناصرية)    | 42             |
| محافظة ميسان (العمارة)      | 43             |
| محافظة كركوك                | 50             |
| محافظة السليمانية           | 53             |
| محافظة نينوى (الموصل)       | 60             |
| محافظة دهوك                 | 62             |
| محافظة أربيل                | 66             |